# Les Enfants de l'archipel
Les Enfants de l'archipel (Vi på Saltkråkan, littéralement Nous à Saltkråkan, île des épouvantails) est une série télévisée suédoise en treize épisodes de 25 minutes scénarisée par Astrid Lindgren, produite par Olle Hellbom et diffusée entre le 18 janvier et le 11 avril 1964 sur la chaîne SVT. Les scénarios ont été ré-écrits pour un livre publié la même année.
Au Québec, la série a été diffusée à partir du 2 juin 1969 à la Télévision de Radio-Canada sous le titre Saltkråkan, et en France à partir du 4 avril 1970 sur la première chaîne de l'ORTF et rediffusée sur Ma Planète et en 2012 sur Boing France.

## Distribution
- Torsten Lilliecrona (sv) : Melker Melkersson
- Louise Edlind Friberg (sv) : Malin Melkersson
- Björn Söderbäck (sv) : Johan Melkersson
- Urban Strand (sv) : Niklas Melkersson
- Stephen Lindholm (sv) : Pelle Melkersson
- Bengt Eklund : Nisse Grankvist
- Eva Stiberg (sv) : Märta Grankvist
- Lillemor Österlund (sv) : Teddy Grankvist
- Bitte Ulvskog (sv) : Freddy Grankvist
- Maria Johansson : Tjorven Grankvist
- Tommy Johnson (sv) : Björn Sjöblom
- Siegfried Fischer (sv) : Söderman
- Kristina Jämtmark (sv) : Stina
- Lars Göran Carlson (sv) : Krister
- Birger Lensander (sv) : Agent Mattsson
- Alf Östlund (sv) : Direktör Karlberg
- Vivianne Westman : Lotta, fille de Karlberg
- Märta Arbin (sv) : Fru Sjöblom
- Stig Hallgren (sv) : Bonden Jansson
- Eddie Axberg (sv) : Kalle / Knutte Österman
- Sven Almgren (sv) : Berra, nättjuv
- Curt Åström (sv) : Elis, nättjuv

## Épisodes
1. Un jour de juin (En dag i juni)
2. Calme-toi, calme-toi (Ro, ro till Fiskeskär…)
3. Perdu dans le brouillard (Vilse i dimman)
4. titre français inconnu (Midsommar på Saltkråkan)
5. Ce jour - une vie (Denna dagen - ett liv)
6. Les pirates (Sjörövarna)
7. Que se passe-t-il (Vad händer på Kattskär?)
8. Allez tout le chemin dans la baignoire (Far ända in i baljan)
9. Un petit animal pour Pelle (Ett litet djur åt Pelle)
10. Bien sûr, il y a des elfes (Visst finns det tomtar)
11. Le renard se précipite sur la glace (Räven raskar över isen)
12. En danger (Snickargården i fara)
13. Obtient une tétine !(Melker får napp!)

## Commentaire
Les épisodes 1, 2, 5, 6, 8, 9, 12 et 13 de la série ont été édités afin de former un film de 95 minutes du même nom sorti en 1968.